# Championnat du Portugal de football 1944-1945
Navigation
1943-1944 1945-1946
Le Championnat du Portugal de football 1944-1945 est la 11e édition de la compétition qui voit le sacre de SL Benfica pour la sixième fois.

## Clubs participants
Les équipes étaient admissibles, par le biais de qualifications dans des tournois régionaux. Cette saison, dix équipes participent au championnat. Avec un débutant, à savoir le GD Estoril-Praia.
| \| Belenenses Estoril Benfica Sporting V. Setúbal V. Guimarães Olhanense FC Porto SC Salgueiros Académica \| Localisation des clubs, saison 1944-45 |
| Belenenses Estoril Benfica Sporting V. Setúbal V. Guimarães Olhanense FC Porto SC Salgueiros Académica                                              |

| Club               | Ville     | En D1 depuis | Participations | Cl. 1943-44       |
| ------------------ | --------- | ------------ | -------------- | ----------------- |
| Sporting CP        | Lisbonne  | 1934-35      | 11e            | 1er               |
| SL Benfica         | Lisbonne  | 1934-35      | 11e            | 2e                |
| FC Porto           | Porto     | 1934-35      | 11e            | 4e                |
| SC Olhanense       | Olhão     | 1941-42      | 4e             | 5e                |
| Belenenses         | Lisbonne  | 1934-35      | 11e            | 6e                |
| Vitória de Setúbal | Setúbal   | 1943-44      | 6e             | 7e                |
| Vitória Guimarães  | Guimarães | 1941-42      | 4e             | 8e                |
| Académica          | Coimbra   | 1934-35      | 11e            | 9e                |
| SC Salgueiros      | Porto     | 1943-44      | 2e             | 10e               |
| GD Estoril-Praia   | Lisbonne  | 1944-45      | 1re            | Deuxième Division |

### Classement par AF[1]
- AF Lisbonne : 4 clubs (Os Belenenses, GD Estoril-Praia, SL Benfica, Sporting CP)
- AF Porto : 2 Clubs (SC Salgueiros, FC Porto)
- AF Algarve : 1 club (SC Olhanense)
- AF Braga : 1 club (Vitória Guimarães)
- AF Coimbra : 1 club (Académica)
- AF Sétubal : 1 club (Vitória de Setúbal)

## La pré-saison

### Championnat de l'AF Algarve
Olhanense, remporte son 7e titre consécutif.
| Rang | Équipe          | Pts | J | G | N | P | Bp | Bc | Diff |
| ---- | --------------- | --- | - | - | - | - | -- | -- | ---- |
| 1    | SC Olhanense    | 13  | 7 | 6 | 1 | 0 | 36 | 8  | +28  |
| -    | Gloria FC       | 0   | 0 | 0 | 0 | 0 | 0  | 0  | 0    |
| -    | Louletano DC    | 0   | 0 | 0 | 0 | 0 | 0  | 0  | 0    |
| -    | Lusitano VRSA   | 0   | 0 | 0 | 0 | 0 | 0  | 0  | 0    |
| -    | Portimonense SC | 0   | 0 | 0 | 0 | 0 | 0  | 0  | 0    |
| -    | SC Farense      | 0   | 0 | 0 | 0 | 0 | 0  | 0  | 0    |

|  | Champion |

### Championnat de l'AF Braga
9e titre de Guimarães. 

#### 1ª Divisão – Zona Norte
| Rang | Équipe         | Pts | J | G | N | P | Bp | Bc | Diff |
| ---- | -------------- | --- | - | - | - | - | -- | -- | ---- |
| -    | Gil Vicente FC | 0   | 0 | 0 | 0 | 0 | 0  | 0  | 0    |
| -    | SC Braga       | 0   | 0 | 0 | 0 | 0 | 0  | 0  | 0    |
| -    | FC Fafe        | 0   | 0 | 0 | 0 | 0 | 0  | 0  | 0    |
| -    | SC Vianense    | 0   | 0 | 0 | 0 | 0 | 0  | 0  | 0    |

#### 1ª Divisão – Zona Zona Sul
| Rang | Équipe            | Pts | J | G | N | P | Bp | Bc | Diff |
| ---- | ----------------- | --- | - | - | - | - | -- | -- | ---- |
| 1    | Vitória Guimarães | 0   | 0 | 0 | 0 | 0 | 0  | 0  | 0    |
| -    | FC Famalicão      | 0   | 0 | 0 | 0 | 0 | 0  | 0  | 0    |
| -    | FC Vizela         | 0   | 0 | 0 | 0 | 0 | 0  | 0  | 0    |
| -    | SC Fafe           | 0   | 0 | 0 | 0 | 0 | 0  | 0  | 0    |

|  | Champion |

### Championnat de l'AF Coimbra
L'Académica remporte son 17e championnat de l'AF Coimbra. 
| Rang | Équipe               | Pts | J | G | N | P | Bp | Bc | Diff |
| ---- | -------------------- | --- | - | - | - | - | -- | -- | ---- |
| 1    | Académica de Coimbra | 0   | 0 | 0 | 0 | 0 | 0  | 0  | 0    |
| -    | Anadia FC            | 0   | 0 | 0 | 0 | 0 | 0  | 0  | 0    |
| -    | Naval 1º de Maio     | 0   | 0 | 0 | 0 | 0 | 0  | 0  | 0    |
| -    | CF União de Coimbra  | 0   | 0 | 0 | 0 | 0 | 0  | 0  | 0    |
| -    | Lusitãnia DC         | 0   | 0 | 0 | 0 | 0 | 0  | 0  | 0    |
| -    | SC Conimbricense     | 0   | 0 | 0 | 0 | 0 | 0  | 0  | 0    |

|  | Champion |

### Championnat de l'AF Lisbonne
17e titre pour le Sporting Portugal redevient champion de Lisbonne après une interruption la saison passée, le titre avait été remporté par le CF Belenenses.
| Rang | Équipe            | Pts | J  | G | N | P | Bp | Bc | Diff |
| ---- | ----------------- | --- | -- | - | - | - | -- | -- | ---- |
| 1    | Sporting Portugal | 18  | 10 | 8 | 2 | 0 | 28 | 17 | +11  |
| 2    | Benfica           | 14  | 10 | 7 | 0 | 3 | 41 | 18 | +23  |
| 3    | CF Belenenses     | 11  | 10 | 5 | 1 | 4 | 23 | 20 | +3   |
| 4    | GD Estoril-Praia  | 8   | 10 | 3 | 2 | 5 | 23 | 31 | -8   |
| 5    | CUF do Barreiro   | 5   | 10 | 2 | 1 | 7 | 20 | 40 | -20  |
| 6    | Atlético CP       | 4   | 10 | 1 | 2 | 7 | 20 | 29 | -9   |

|  | Champion                                        |
|  | En gras clubs qualifiés pour la phase nationale |

### Championnat de l'AF Porto
28e titre de champion de l'AF Porto, sur 32 possible, pour le FC Porto.
| Rang | Équipe        | Pts | J | G | N | P | Bp | Bc | Diff |
| ---- | ------------- | --- | - | - | - | - | -- | -- | ---- |
| 1    | FC Porto      | 0   | 0 | 0 | 0 | 0 | 0  | 0  | 0    |
| 2    | SC Salgueiros | 0   | 0 | 0 | 0 | 0 | 0  | 0  | 0    |
| -    | Académico FC  | 0   | 0 | 0 | 0 | 0 | 0  | 0  | 0    |
| -    | Boavista FC   | 0   | 0 | 0 | 0 | 0 | 0  | 0  | 0    |
| -    | Leça FC       | 0   | 0 | 0 | 0 | 0 | 0  | 0  | 0    |
| -    | Leixões SC    | 0   | 0 | 0 | 0 | 0 | 0  | 0  | 0    |

|  | Champion                                          |
|  | En gras, clubs qualifiés pour la phase nationale. |

### Championnat de l'AF Setúbal
Le Vitória Setúbal, s'impose une nouvelle fois cette saison.
| Rang | Équipe                  | Pts | J | G | N | P | Bp | Bc | Diff |
| ---- | ----------------------- | --- | - | - | - | - | -- | -- | ---- |
| 1    | Vitória Setúbal         | 0   | 0 | 0 | 0 | 0 | 0  | 0  | 0    |
| -    | Amora FC                | 0   | 0 | 0 | 0 | 0 | 0  | 0  | 0    |
| -    | FC Barreirense          | 0   | 0 | 0 | 0 | 0 | 0  | 0  | 0    |
| -    | Luso FC                 | 0   | 0 | 0 | 0 | 0 | 0  | 0  | 0    |
| -    | Onze Unidos FC          | 0   | 0 | 0 | 0 | 0 | 0  | 0  | 0    |
| -    | Seixal FC               | 0   | 0 | 0 | 0 | 0 | 0  | 0  | 0    |
| -    | CUF do Barreiro         | 0   | 0 | 0 | 0 | 0 | 0  | 0  | 0    |
| -    | AC Arrentela (suspendu) | 0   | 0 | 0 | 0 | 0 | 0  | 0  | 0    |

|  | Champion |

## Compétition

### Résultats
| Résultats (▼dom., ►ext.)                                   | SLB | CFOB | SCP | FCP | VDS | GDEP | SCO | VDG  | AAC  | SCS  |
| SL Benfica                                                 |     | 1-2  | 4-1 | 7-2 | 7-2 | 2-0  | 2-2 | 5-0  | 6-1  | 11-3 |
| CF Os Belenenses                                           | 1-3 |      | 2-4 | 3-2 | 3-1 | 2-1  | 1-0 | 4-1  | 15-2 | 14-1 |
| Sporting CP                                                | 0-2 | 2-1  |     | 5-4 | 3-0 | 3-2  | 2-0 | 5-2  | 5-3  | 8-2  |
| FC Porto                                                   | 4-3 | 2-6  | 3-1 |     | 3-0 | 2-2  | 5-1 | 10-0 | 2-4  | 9-0  |
| Vitória de Setúbal                                         | 3-8 | 2-3  | 4-1 | 1-2 |     | 5-3  | 3-2 | 4-2  | 2-0  | 4-1  |
| GD Estoril-Praia                                           | 1-1 | 1-2  | 1-2 | 8-1 | 3-1 |      | 1-2 | 5-2  | 2-1  | 4-0  |
| SC Olhanense                                               | 1-3 | 4-3  | 2-4 | 2-2 | 3-3 | 0-0  |     | 3-2  | 8-4  | 4-1  |
| Vitória de Guimarães                                       | 1-2 | 1-1  | 3-3 | 3-0 | 1-2 | 2-1  | 2-1 |      | 4-1  | 4-4  |
| Académica de Coimbra                                       | 2-6 | 0-3  | 1-2 | 1-3 | 1-2 | 2-2  | 1-0 | 3-0  |      | 5-1  |
| SC Salgueiros                                              | 0-6 | 1-6  | 1-6 | 1-8 | 3-5 | 4-7  | 2-6 | 3-2  | 2-1  |      |
| - Victoire à domicile - Match nul - Victoire à l'extérieur |     |      |     |     |     |      |     |      |      |      |

### Classement final
| Rang | Équipe               | Pts | J  | G  | N | P  | Bp | Bc  | Diff |
| ---- | -------------------- | --- | -- | -- | - | -- | -- | --- | ---- |
| 1    | SL Benfica           | 30  | 18 | 14 | 2 | 2  | 79 | 26  | +53  |
| 2    | Sporting CP (T)      | 27  | 18 | 13 | 1 | 4  | 57 | 37  | +20  |
| 3    | CF Os Belenenses     | 27  | 18 | 13 | 1 | 4  | 72 | 29  | +43  |
| 4    | FC Porto             | 20  | 18 | 9  | 2 | 7  | 64 | 48  | +16  |
| 5    | Vitória de Setúbal   | 19  | 18 | 9  | 1 | 8  | 44 | 49  | -5   |
| 6    | SC Olhanense         | 16  | 18 | 6  | 4 | 8  | 41 | 41  | 0    |
| 7    | GD Estoril-Praia     | 16  | 18 | 6  | 4 | 8  | 44 | 34  | +10  |
| 8    | Vitória de Guimarães | 11  | 18 | 4  | 3 | 11 | 32 | 57  | -25  |
| 9    | Académica de Coimbra | 9   | 18 | 4  | 1 | 13 | 33 | 65  | -32  |
| 10   | SC Salgueiros        | 5   | 18 | 2  | 1 | 15 | 30 | 110 | -80  |

|     | Champion        |
| (T) | Tenant du titre |

## Statistiques
- Meilleure attaque : SL Benfica 79 buts
- Meilleure défense : SL Benfica 26 buts

- Plus mauvaise attaque : SC Salgueiros 30 buts
- Plus mauvaise défense : SC Salgueiros 110 buts

### Meilleurs buteurs
Le portugais Francisco Rodrigues joueur du Vitória Setúbal redevient le meilleur buteur du championnat. Il marque à lui seul près de 50 % des buts de son club (21 sur 44).
| Cl. | Joueur              | Club             | Buts |
| 1   | Francisco Rodrigues | Vitória Setúbal  | 21   |
| 2   | Fernando Peyroteo   | Sporting CP      | 19   |
| 3   | Catolino            | FC Porto         | 18   |
| 4   | Lourenço            | FC Porto         | 17   |
| 4   | Armando             | CF Os Belenenses | 17   |
| 6   | Rafael Correia      | CF Os Belenenses | 16   |
| 6   | Rogério Pipi        | SL Benfica       | 16   |
| 8   | Mário Coelho        | CF Os Belenenses | 15   |
| 9   | Julinho             | SL Benfica       | 14   |
| 9   | Semilhas            | SL Benfica       | 14   |

## Les champions du Portugal
Sport Lisboa e Benfica
| Président                              | Félix Bermudes |
| Entraîneur                             | - János Biri |
| Gardiens (matchs joués-buts marqués)   | Mário da Rosa (14-0), António Martins (5-0), |
| Défenseurs (matchs joués-buts marqués) | Gaspar Pinto (18-1), Clímaco (3-0), Félix (1-0), Jacinto (1-0), Artur Teixeira (1-0) |
| Milieux (matchs joués-buts marqués)    | Xico (18-1), Francisco Moreira (16-0), Eduardo Cerqueira (13-0), Albino (9-0), João da Silva (5-0), Manuel Jordão (3-0), Manuel da Costa (2-3), César Ferreira (2-0), Guia Costa (2-0), |
| Attaquants (matchs joués-buts marqués) | Semilhas (17-14), Arsénio (17-10), Rogério Pipi (16-16), Espírito Santo (16-11), Julinho (13-14), Mário Rui (5-4), José Luiz (1-2), Carlos Brito (1-1),                                 |

## Résumé de la saison
- Lors de la 16e journée le Sporting CP remporte sa rencontre face à Os Belenenses, 2 buts à 1. Cette victoire est polémique car deux buts marqués par les Pastéis de Belém ont été annulés à la demande de l'arbitre de touche.
- Le 1er avril, pour le compte de l'avant dernière journée le club lisboète d'Os Belenenses écrase l'Associação Académica de Coimbra, sur le score de 15 à 2, réalisant ainsi le record du plus grand nombre de buts marqués dans un match Championnat National (record encore valide).
- Pour la dernière journée Os Belenenses terminant sur les chapeaux de roue, réalise encore un nouvel exploit, cette fois ci en laminant le club nordiste du SC Salgueiros sur le score de 14 à 1.

## Bilan de la saison
| Tableau d'Honneur                        |                   |
| Compétition                              | Vainqueur         |
| Primeira Divisão                         | SL Benfica        |
| Segunda Divisão                          | Atlético CP       |
| Taça de Portugal                         | Sporting CP       |
| Championnat de l'AF Algarve de football  | SC Olhanense      |
| Championnat de l'AF Braga de football    | Vitoria Guimarães |
| Championnat de l'AF Coïmbra de football  | Académica         |
| Championnat de l'AF Lisbonne de football | Sporting CP       |
| Championnat de l'AF Porto de football    | FC Porto          |
| Championnat de l'AF Setúbal de football  | Vitória Setúbal   |